# Чанди (храм)
Чанди (candi) — общее название оригинальных индуистских или буддийских храмов средневекового периода в Индонезии.

Чанди плато Диенг (Ява)

В их облике отмечается влияние архитектурных канонов Индии, которые, однако, наложились на более древние местные элементы — их истоки можно проследить в сохранившихся ступенчатых мегалитических сооружениях.
Представляют собой квадратную, прямоугольную или крестообразную в плане постройку, имеющую приподнятое основание — цоколь, на котором покоится кубическая целла, завершающаяся уступчатым многоярусным покрытием.
Характеризуются широкой вариативностью форм: от простых, как, например, индуистские чанди на плато Диенг, до сложных буддийских комплексов, непревзойденной вершиной которых считается Боробудур.
В своем большинстве обслуживали наиболее свойственные средневековой культуре идеологические потребности, являясь одновременно и усыпальницей правителей и храмом.